# Torneo Internacional de Tenis Sant Cugat 2011
Il Torneo Internacional de Tenis Sant Cugat 2011 (Spain F37 Futures 2011) è stato un torneo di tennis facente parte della categoria ITF Men's Circuit nell'ambito dell'ITF Men's Circuit 2011 e dell'ITF Women's Circuit nell'ambito dell'ITF Women's Circuit 2011. Il torneo si è giocato a Sant Cugat del Vallès in Spagna dal 10 al 16 ottobre su campi in terra rossa.

## Vincitori

### Singolare maschile
Gerard Granollers Pujol ha battuto in finale  Marc Fornell-Mestres 6–2, 6–4

### Doppio maschile
Kevin Krawietz /  Marcel Zimmermann hanno battuto in finale  Marc Fornell-Mestres /  Miguel Ángel López Jaén con il punteggio di 3–6, 7–6(5), [10–4]

### Singolare femminile
Réka-Luca Jani ha battuto in finale  Margalita Chakhnašvili con il punteggio di 6–4, 6–2

### Doppio femminile
Jana Čepelová /  Katarzyna Piter hanno battuto in finale  Leticia Costas Moreira /  Inés Ferrer Suárez con il punteggio di 6–3, 2–6, [10–6]